# Arycanda umbrilinea
Arycanda umbrilinea är en fjärilsart som beskrevs av W. Warren 1907. Arycanda umbrilinea ingår i släktet Arycanda och familjen mätare. Inga underarter finns listade i Catalogue of Life.